# Невејда (Охајо)
Невејда (енгл. Nevada) град је у америчкој савезној држави Охајо.

## Демографија
По попису из 2010. године број становника је 760, што је 54 (-6,6%) становника мање него 2000. године.
| Група             | 2000.       | 2010.       |
| Белци             | 791 (97,2%) | 738 (97,1%) |
| Афроамериканци    | 3 (0,4%)    | 0 (0,0%)    |
| Азијати           | 2 (0,2%)    | 0 (0,0%)    |
| Хиспаноамериканци | 9 (1,1%)    | 5 (0,7%)    |
| Укупно            | 814         | 760         |